# Regime de competência

Regime de competência (do inglês accrual-basis) é o que apropria (ou seja, considera ocorrido o fato gerador) receitas e despesas ao período de sua realização, independentemente do efetivo recebimento das receitas ou do pagamento das despesas. Sua principal vantagem é a possibilidade de previsão, ou seja, o futuro também passa a fazer parte da contabilidade da entidade.
Como exemplo podemos citar uma compra de mercadorias a prazo:
Se a compra ocorreu no mês de janeiro com pagamento em fevereiro, a despesa deverá constar nos registros de janeiro, embora o pagamento seja feito em fevereiro.
Contabilmente, em janeiro, computa-se a despesa e como contra-partida (vide método das partidas dobradas), cria-se uma obrigação em Contas a pagar. Em fevereiro, por ocasião do pagamento, deduz-se o valor pago de Contas a pagar e reduz-se o valor do caixa.
Existem ainda outros dois regimes contábeis: o de caixa (do inglês cash-basis) e o misto, sendo este último utilizado na contabilidade pública brasileira. O regime de caixa possui o inconveniente da falta de previsão do futuro e é mais usado com finalidade gerencial.